# Famille Martine
Pour les articles homonymes, voir Martine et Martini.
 (août 2024).
La famille Martine ou Martini est une famille patricienne de Venise, ayant fui de Padoue vers Malamocco devant les hordes d'Attila. 

## Historique
Ils firent édifier l'église de Brondolo. Ils produisirent des tribuns antiques.
La famille s'éteint par un Pandolfo en 1314.

## Armes

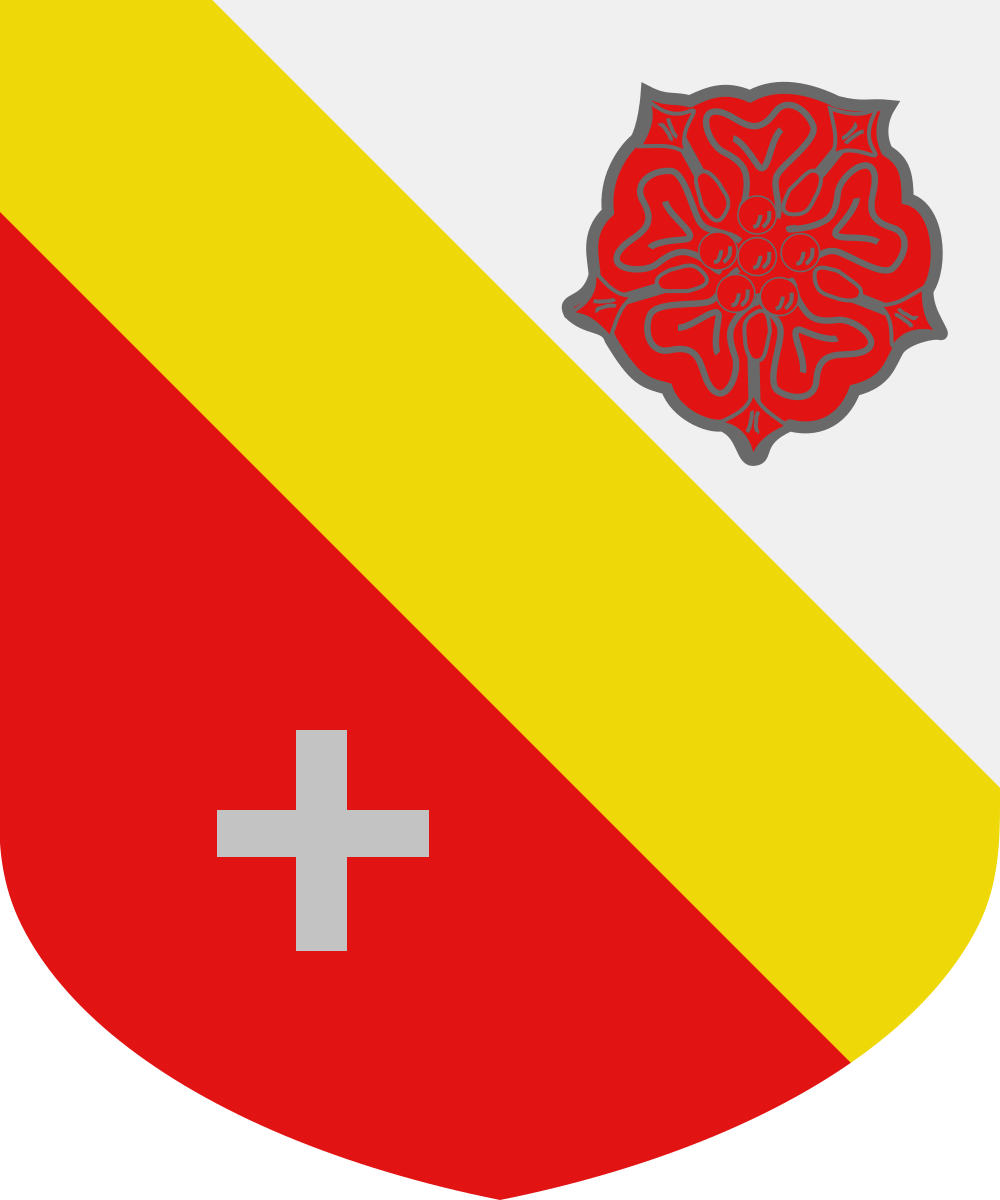
armes des Martine

Les armes des Martine sont tranché d'argent à une rose de gueules sur gueules à une croisette d'argent à la bande d'or brochant sur le tranché.